# Fincastle (Virginia)
Fincastle es una ciudad situada en el Condado de Botetourt, Virginia, Estados Unidos. Su población es de 359 habitantes según el censo del año 2000. Forma parte del área metropolitana de Roanoke. 
En el año 2006, su población estimada era de 356 personas, lo que representa una disminución de 3 habitantes (-0.8%). 
Fue fundada en 1722 y debe su nombre a Lord Fincastle, hijo de Lord Dunmore, último gobernador real de Virginia.

## Localidades adyacentes
El siguiente diagrama muestra a las localidades más próximas a Fincastle.